# Würzburg villamosvonal-hálózata
Würzburg villamosvonal-hálózata egy nagyvárosi villamoshálózat Németországban, Würzburgban. Hossza 19,7 km, melyen 47 megálló található. Az első vonal 1892. április 8-án, még mint lóvasút nyílt meg. Napjainkban a hálózat 5 vonalból áll, melyek 1000 mm-es nyomtávolságúak és 750 V egyenárammal villamosítottak. A hálózatot a Würzburger Straßenbahn GmbH üzemelteti. Évente 20 millió utas veszi igénybe Würzburg villamoshálózatát.

## Vonalak
| Járat | Útvonal | Menetidő | Hossz   |
| ----- | --- | -------- | ------- |
| 1     | Grombühl Uni-Kliniken – Hauptbahnhof – Juliuspromenade – Stadtmitte – Sanderring – Sanderau                                               | 20 perc  | 10,4 km |
| 2     | Hauptbahnhof – Juliuspromenade – Wörthstraße – Zellerau                                                                                   | 14 perc  | 8,0 km  |
| 3     | Hauptbahnhof – Juliuspromenade – Stadtmitte – Sanderring – Steinbachtal – Heidingsfeld – Heuchelhof                                       | 27 perc  | 19,3 km |
| 4     | Sanderau – Sanderring – Stadtmitte – Wörthstraße – Zellerau                                                                               | 23 perc  | 12,6 km |
| 5     | Grombühl Uni-Kliniken – Hauptbahnhof – Juliuspromenade – Stadtmitte – Sanderring – Steinbachtal – Heidingsfeld – Heuchelhof – Rottenbauer | 39 perc  | 26,2 km |